# Katastrophenschutz-Medaillen (Hessen)

Linke Abbildung zeigt alle Stufen der Katastrophenschutz-Medaille, die Rechte Abbildung die Katastrophenschutz-Verdienstmedaille in allen Stufen

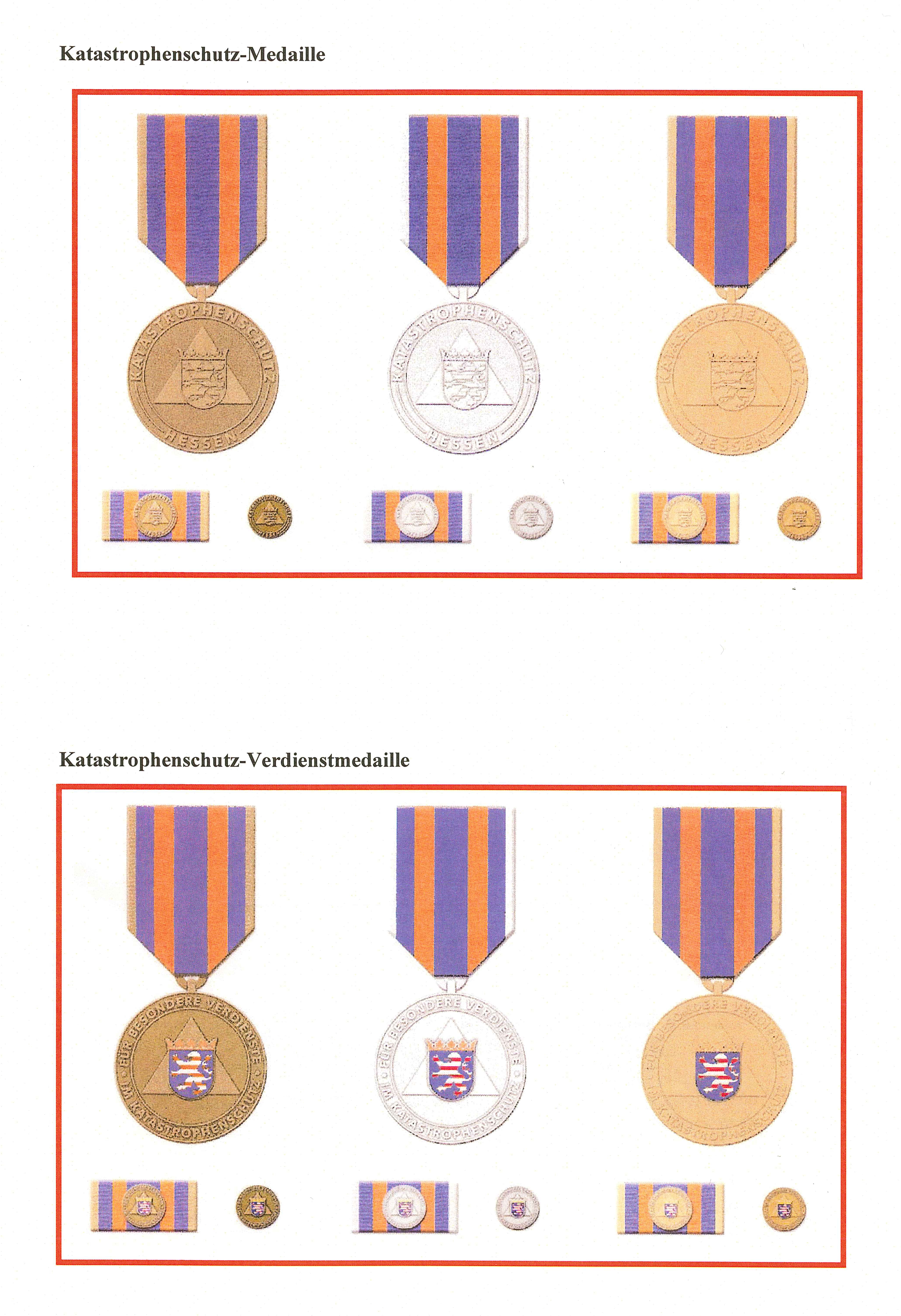
Amtliche Beilage mit Abbildung zu den Katastrophen-Schutzmedaillen des Landes Hessen

Die Katastrophenschutz-Medaille (Hessen) wurde zeitgleich mit der Katastrophenschutz-Verdienstmedaille (Hessen) am 22. Mai 2003 durch den Ministerpräsident des Bundeslandes Hessen, Roland Koch für die Anerkennung und Würdigung von Verdiensten um den Katastrophenschutz in Hessen gestiftet. Ungewöhnlich bei dem Stiftungserlass ist, dass sich der Stiftungserlass gleich auf zwei Auszeichnungen bezieht. Diese sind:
- Katastrophenschutz-Medaille und die
- Katastrophenschutz-Verdienstmedaille.

Beide Medaillen in ihren Stufen sind identisch bis auf einen kleinen Unterschied. Die Katastrophenschutz-Medaille hat, statt des farbigen Landeswappen Hessens, ein einfarbiges Wappen entsprechend der verliehenen Stufe, d. h. in Bronze, Silber oder Gold, wogegen bei der Katastrophenschutz-Verdienstmedaille die Bandauflage sowie die Medaillenauflage für alle Stufen in den typischen Landesfarben Hessens gehalten wurde. Um keine Verwechslungen aufkommen zu lassen und weil beide Medaillen gemeinsame Verwaltungsvorschriften aufzeigen, behandelt dieser Artikel beide Medaillentypen voneinander getrennt.

## Katastrophenschutz-Medaille
Die Katastrophenschutz-Medaille wird an alle Angehörige staatlich anerkannter Einheiten und Einrichtungen verliehen. Die dafür geschaffene Stufeneinteilung ist:
- Stufe I: Bronzene Katastrophenschutz-Medaille für mindestens 10-jährige aktive Dienstzeit
- Stufe II: Silberne Katastrophenschutz-Medaille für mindestens 25-jährige aktive Dienstzeit
- Stufe III: Goldene Katastrophenschutz-Medaille für mindestens 40-jährige aktive Dienstzeit

### Allgemeines
Wird eine höhere Stufe verliehen, ist die niedere Stufe abzulegen, verbleibt aber im Besitz des Beliehenen. Alle drei Stufen werden vom zuständigen Landrat bzw. Bürgermeister/Oberbürgermeister mit Urkunde überreicht, wobei die Medaille in das Eigentum des Beliehen übergeht.

### Voraussetzungen für die Verleihung
1. Voraussetzung für die Verleihung der Katastrophenschutz-Medaille ist die bereits zurückgelegte Aktivzeit und Zugehörigkeit zu einer Einheit oder Einrichtung des Katastrophenschutzes gem. § 26 HBKG.
2. Als aktive Dienstzeit gilt dabei nur die Zeit, wenn sich der zu Beleihende regelmäßig an Einsätzen und Übungen des Katastrophenschutzes beteiligt hat. Dabei kann sich die aktive Dienstzeit von 10, 25 oder 40 Jahren auch aus mehreren (unterbrochenen) Zeitabschnitten zusammensetzen. Anrechnungsfähige Dienstzeiten sind dagegen der Wehr- oder Zivildienst oder politische Verfolgung aus dessen Gründen der Beliehene nicht die Möglichkeit besaß, sein Dienstzeit auszuführen.
3. Wichtigste Voraussetzung zur Verleihung ist jedoch, dass sich der Beliehene zum Inkrafttreten dieser Bestimmung (also zum 19. November 2008) oder danach noch im aktiven Dienst befunden hat oder befindet.[5]

### Versagungsgründe
Die Katastrophenschutz-Medaille wird nicht an Personen verliehen, die infolge einer Verurteilung wegen eines vorsätzlich begangenen Verbrechens oder aus anderen Gründen unwürdig sind. Darüber hinaus kann die Katastrophenschutz-Medaille aberkannt werden, wenn nach der Verleihung bekannt wird, dass der Beliehene der Auszeichnung unwürdig erscheint oder sein Verhalten eine Aberkennung rechtfertigen würden. Dies gilt auch im späteren Fall einer Verurteilung.

## Katastrophenschutz-Verdienstmedaille
Die Katastrophenschutz-Verdienstmedaille kann an alle Personen verliehen, die sich besondere Verdienste um den Katastrophenschutz erworben haben. Sie wird wie die Katastrophenschutz-Medaille in drei Stufen verliehen:
- Stufe I (Bronze): wird an Personen verliehen, die sich durch ihre Tätigkeit wesentliche Verdienste um den Katastrophenschutz erworben haben oder die sich durch mutiges und entschlossenes Verhalten bei Einsätzen des Katastrophenschutzes ausgezeichnet haben.
- Stufe II (Silber): wird an Personen verliehen, die sich durch ihre Tätigkeit hervorragende Verdienste um den Katastrophenschutz erworben haben oder die sich durch besonders mutiges und entschlossenes Verhalten bei Einsätzen des Katastrophenschutzes ausgezeichnet haben.
- Stufe III (Gold): wird an Personen verliehen, die sich unter erheblicher Gefahr für Leib und Leben durch besonders mutiges und entschlossenes Verhalten bei Einsätzen des Katastrophenschutzes ausgezeichnet haben.[7] Die Katastrophenschutz-Verdienstmedaille kann auch an Nicht-Angehörige einer Katastrophenschutzorganisation bzw. -Behörde verliehen werden.

### Allgemeines
Wird eine höhere Stufe der Verdienstmedaille verliehen, ist die niedere Stufe abzulegen, verbleibt aber im Besitz des Beliehenen. Die Katastrophenschutz-Verdienstmedaille in Gold wird persönlich vom Ministerpräsidenten des Landes Hessen verliehen, wogegen die Katastrophenschutz-Medaille in Bronze, Silber, Gold, sowie die Katastrophenschutz-Verdienstmedaille in Bronze und Silber von dem zuständigen Minister für Katastrophenschutz ausgehändigt wird. Alle drei Stufen werden mit entsprechender Verleihungsurkunde übergeben. Die Verdienstmedaillen gehen dabei in das Eigentum des Beliehen über. Im Übrigen kann die Katastrophenschutz-Verdienstmedaille der Stufen I bis III an solche Personen verliehen werden, die nicht einer Katastrophenschutzorganisation angehören.

### Voraussetzungen für die Verleihung
Die Ausführungsbestimmungen regeln im Weiteren, in welchem Zusammenhang man von einer Bronze-, Silber- bzw. Goldstufenverleihung bei der Katastrophenschutz-Verdienstmedaille sprechen kann.
- Bronzestufe: Die „wesentliche Verbesserung des Katastrophenschutzes“ kann nicht durch eine einmalige Leistung erbracht werden. So muss der Beliehene diese „Verbesserungen“ eine gewisse Dauer und vor allem mit Nachhaltigkeit verrichtet haben. Dabei sollen nicht nur theoretische Aspekte Berücksichtigung finden, sondern auch praktische. Des Weiteren sind wissenschaftliche Leistungen oder Organisationsaufgaben, die wesentlich zur Verbesserung geführt haben, ebenso zu honorieren.
- Silberstufe: Die Silberstufe soll auch hier nicht durch einmaliges Handeln verliehen werden, die das Prädikat hervorragende Verbesserung des Katastrophenschutzes verdienen könnten. Der Beliehene soll diese Taten über einen längeren Zeitraum erbracht haben, wobei nicht nur örtliche Beschränkungen beachtet werden sollen, sondern auch überörtliche Auswirkungen, z. B. innerhalb des Landkreises oder Regierungsbezirks. Im Übrigen sollen die für die Verleihung der Bronzenen Katastrophenschutz-Verdienstmedaille festgelegten Grundsätze gelten.

- Goldstufe: Der enge Bewertungsmaßstab bei der Goldstufe bedarf einer gründlichen Hinterfragung, ob der zu Beleihende im in Frage kommenden Einsatz tatsächlich unter erheblicher Gefahr für Leib und Leben und insbesondere durch mutiges und entschlossenes Verhalten beim Einsatz für den Katastrophenschutz aufgefallen ist oder nicht. Soweit nicht alle Tatbestände im vollen Umfang erfüllt worden sind, kommt eine Verleihung der I. Stufe in Gold für die Katastrophenschutz-Verdienstmedaille nicht in Betracht. Dies unterstreicht den hohen Stellungswert dieser Stufe.

### Versagungsgründe
Die Katastrophenschutz-Verdienstmedaille wird nicht an Personen verliehen, die infolge einer Verurteilung wegen eines vorsätzlich begangenen Verbrechens oder aus anderen Gründen unwürdig sind. Darüber hinaus kann die Katastrophenschutz-Verdienstmedaille aberkannt werden, wenn nach der Verleihung bekannt wird, dass der Beliehene der Auszeichnung unwürdig erscheint oder sein Verhalten eine Aberkennung rechtfertigen würde. Zudem kann die Katastrophenschutz-Verdienstmedaille nicht erhalten, wer für dieselbe Leistung bereits mit einer anderen Auszeichnung des Landes Hessen (z. B. mit dem Brandschutzehrenzeichen) geehrt wurde. Ausnahmen sind jedoch möglich.

## Gemeinsame Vorschriften

### Vorschlagsberechtigung
Für beide Medaillentypen ist Vorschlagsberechtigt der Vorsitzende einer Katastrophenschutzorganisation oder die Leiter einer solchen Einrichtung bzw. einer Katastrophenschutzbehörde.

### Allgemeine Grundsätze
Die Anträge sind von den Vorschlagsberechtigten zu unterschreiben. Daneben sind diesem Antrag die Umstände, welche zur Verleihung führen sollen, eingehend darzulegen und entsprechende Stellungnahmen der übergeordneten Katastrophenschutzbehörden beizufügen. Die Anträge werden dann auf dem Dienstweg an die für den Katastrophenschutz zuständige Behörde zur abschließenden Bearbeitung übersandt. Die Aushändigung beider Medaillentypen soll im Rahmen eines Festaktes in würdiger Form erfolgen.

### Trageweise
Die Katastrophenschutz-Medaille und die Katastrophenschutz-Verdienstmedaille werden nur bei besonderen Anlässen auf der linken Brustseite getragen. Für den Zivilanzug kann eine verkleinerte Anstecknadel am Revers getragen werden, wobei bei mehrfachen Verleihungen nur die höchste der verliehenen Stufen getragen wird.